# Cladocorynopsis littoralis
Cladocorynopsis littoralis är en nässeldjursart som beskrevs av Mammen 1963. Cladocorynopsis littoralis ingår i släktet Cladocorynopsis och familjen Cladocorynidae. Inga underarter finns listade i Catalogue of Life.